# Gato pelagem casco de tartaruga

Gato tartaruga de pelo curto exibindo quimerismo

A casco de tartaruga é uma coloração de pelagem de gato nomeada por sua semelhança com o casco de tartaruga . Assim como as chitas, os gatos tartaruga são quase exclusivamente fêmeas. Os cascos de tartaruga masculinas são raras e geralmente estéreis.  
1. ↑  "This is because the genes that code for this coat color are carried on the female, or X, chromosome. Tortoiseshells inherit one X chromosome carrying the gene for the color black from one parent and another X chromosome, carrying the gene for the color yellow or orange, from the other. Two X chromosomes mean that the kitten inheriting them will be female. In the rare case that a tortoiseshell is male, he has three chromosomes: two X's and a Y."[5]